# エデンの東 (テレビドラマ)
『エデンの東』（エデンのひがし、朝: 에덴의동쪽）は、2008年8月25日から2009年3月10日まで韓国MBCで放送されたテレビドラマである。日本では、TBSテレビ、BS-TBS、毎日放送などで放送された。

## 出演
イ・ドンチョル
演 - ソン・スンホン/青年期 : キム・ボム (越村友一)/少年期 : シン・ドンウ (津村まこと)
主人公。イ・ドンウクの罪を被り闇社会へ…。
イ・ドンウク
演 - ヨン・ジョンフン/少年期 : パク・コンテ (阪口周平)
ソウル大学法学部首席合格後、検事に。
ミン・ヘリン
演 - イ・ダヘ (嶋村侑)
ソウル大学法学部次席合格後、新聞記者に。韓世（ハンセ）日報会長の娘。
シン・ミョンフン
演 - パク・ヘジン/少年期 : ウォン・ドッキョン (中川慶一)
ソウル大学経済学部の学生。卒業後は太星グループの後継者として働くが…。
クク・ヨンナン
演 - イ・ヨニ (高梁碧)
クク・デファの娘。東京大学に留学。マイクの婚約者。
キム・ジヒョン
演 - ハン・ジヘ/少女期 : ナム・ジヒョン (清水美智子)
ドンチョル、ドンウク、ミョンフンの幼馴染。ドンウクと恋仲だが、チュニのせいでミョンフンと結婚することになる。
シン・テファン
演 - チョ・ミンギ
太星（テソン）グループ会長。
ヤン・チュニ
演 - イ・ミスク (ちふゆ)
イ・ドンチョルの母親。
クク・デファ
演 - ユ・ドングン
デファグループ会長。
イ・ギチョル
演 - イ・ジョンウォン (間宮康弘)
イ・ドンチョルの父親。シン・テファンにより炭鉱に埋められ死ぬ。
ジョンジャ
演 - チョン・ミソン (平野夏那子)
イ・ドンチョルの恋人。
イ・ギスン
演 - チョン・ソンミン (南條愛乃) (fripSide & μ's)
ジョンジャとギチョルの娘。
ジェニス・パッカー
演 - チョン・ヘヨン
韓国名ジェヒ。ロビイスト。マイクの義姉。
オッキ
演 - パク・ヒョンスク (瀬尾恵子)
チュニの従妹。
ハン神父
演 - イ・ソクチュン (荻野晴朗)
教会の神父。
ファン駅長
演 - チョン・ソンファン (高岡瓶々)
ジヒョンの祖父。
オ会長
演 - キム・ソンギョム (三浦潤也)
オ・ユニの父。
オ・ユニ
演 - ナ・ヒョニ (若原美紀)
シン・テファンの妻。
レベッカ・サムエルソン
演 - シン・ウンジョン
旧名ユ・ミエ、スザンナ。看護師だったが、ドイツで大物投資家ポール･サミュエルソンと出会い結婚。
チョン・ギョンテ
演 - イ・ウォンジェ
シン・テファンの秘書。
マイク・パッカー
演 - デニス・オ
マカオの大物、スティーブ・パッカーの息子。
ムン棟梁
演 - ユン・スンウォン
チュニの仕事仲間。
ワンゴン
演 - キム・ヒョンミン
ドンチョルの兄貴分。クク・デファのせいで両親を失い、復讐の機を狙う。
毒蛇
演 - コ・ユヌ
ドンチョルの仲間。
ヤオミン
演 - Zoie
マイク・パッカーのことが好きな女。
マドロス・チェン
演 - パク・チャンファン
ドンチョルの叔父貴分。
キム・ソジョン
演 - ファン・ジョンウム
ペク女史
演 - キム・ミンジョン
テファンの母。高利貸し。

## スタッフ
- 演出 : キム・ジンマン、チェ・ビョンギル（中国語版）
- 脚本 : ナ・ヨンスク